# Penanggal
Penanggal is een bestuurslaag in het regentschap Lumajang van de provincie Oost-Java, Indonesië. Penanggal telt 6963 inwoners (volkstelling 2010).